# Dipturus mennii
Dipturus mennii és una espècie de peix de la família dels raids i de l'ordre dels raïformes.

## Morfologia
- Els mascles poden assolir 160 cm de longitud total.[4]

## Reproducció
És ovípar i els ous tenen com a banyes a la closca.

## Hàbitat
És un peix marí, de clima subtropical (20°S-40°S, 60°W-40°W) i demersal que viu entre 133-513 m de fondària.

## Distribució geogràfica
Es troba a l'oceà Atlàntic sud-occidental: des de São Paulo fins a Rio Grande do Sul (el Brasil).

## Observacions
És inofensiu per als humans.